# Mangal Shobhajatra
Mangal Shobhajatra o Mangal Shovajatra (bengalese: মঙ্গল শোভাযাত্রা) è una manifestazione che ha luogo all'alba del capodanno bengalese in Bangladesh.
Il corteo è organizzato dai docenti e dagli studenti della facoltà di Belle Arti dell'Università di Dacca.
Il festival è considerata un'espressione dell'identità secolare della popolazione bengalese e come un modo per promuovere l'unità. È stato dichiarato come patrimonio immateriale dall'UNESCO nel 2016, e incluso nella lista rappresentativa del patrimonio dell'umanità.

## Etimologia
L'espressione bengalese Mangal Shobhajatra significa letteralmente "processione per un buon inizio".

## Storia

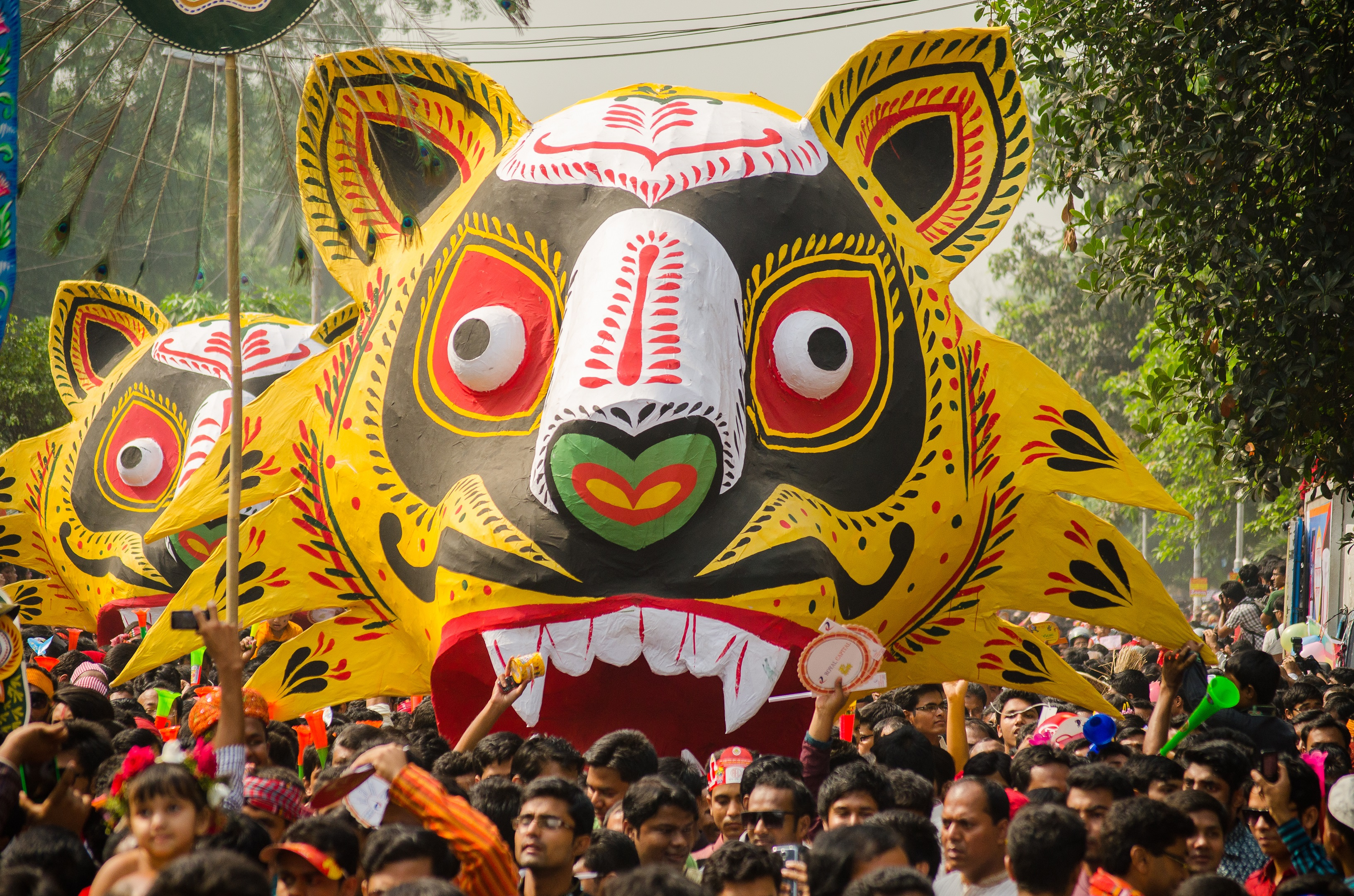
Gigantesca rappresentazione di carta di una tigre del Bengala mentre sfila durante il Mangal Shobhajatra

La prima processione del festival è avvenuta nel 1989, quando il presidente autocratico Hossain Mohammad Ershad era a capo del paese, in seguito a un colpo di stato incruento del 1982.
All'epoca, il paese era sotto una dittatura militare e subiva gli effetti di devastanti inondazioni. Nel 1990 a Dacca scoppiò una rivolta di massa durante la quale morirono molte persone, incluso Noor Hossain.
Gli studenti della Facoltà di Belle Arti dell'Università di Dacca decisero allora di manifestare contro il regime, organizzando il Mangal Shobhajatra durante il Pohela Boishakh.

## Sfilata
Ogni anno, migliaia di persone prendono parte alla sfilata, in cui sono presenti grandi rappresentazioni di uccelli, pesci, animali e altri temi. Il raduno simboleggia l'unità, la pace, e l'allontanamento dal male in modo da consentire il progresso, considerato un'espressione dell'identità secolare del popolo bengalese, unendo il paese senza discriminazioni di classe, età, credo religioso o sesso.

## Riconoscimento UNESCO
(Comitato intergovernativo sulla salvaguardia del patrimonio immateriale dell'UNESCO)
Nel 2014 la Bangla Academy presentò la candidatura, poi approvata dal Ministero della cultura del Bangladesh che la inoltrò all'UNESCO. Il 30 novembre 2016 il festival Mangal Shobhajatra è stato infine riconosciuto come patrimonio culturale immateriale dal Comitato intergovernativo sulla salvaguardia del patrimonio immateriale dell'UNESCO alla sua 11ª sessione, tenutasi ad Addis Abeba in Etiopia.